# ماریتا-الدروود (واشینگتن)
ماریتا-الدروود، واشینگتن (به انگلیسی: Marietta-Alderwood, Washington) یک مکان مختص سرشماری در ایالات متحده آمریکا است که در شهرستان واتکام، واشینگتن واقع شده‌است.

## خصوصیات
ماریتا-الدروود ۱۹٫۲ کیلومترمربع مساحت و ۳٬۹۰۶ نفر جمعیت دارد.